# Amyema friesiana
Amyema friesiana là một loài thực vật có hoa trong họ Loranthaceae. Loài này được (K.Schum.) Danser mô tả khoa học đầu tiên năm 1929.